# 鶴見臨港鉄道シキ100形貨車
鶴見臨港鉄道シキ100形貨車（つるみりんこうてつどうシキ100がたかしゃ）は、1936年（昭和11年）10月に汽車製造東京支店で1両が製作された、30トン積み低床式大物車である。この項目では翌1937年（昭和12年）7月に同じく汽車製造東京支店で35トン積み低床式大物車として1両が製作された鶴見臨港鉄道シキ200形貨車、およびシキ100形を補強してシキ200形と同一仕様にした鶴見臨港鉄道シキ300形貨車についても説明する。いずれも鶴見臨港鉄道の戦時買収により、1944年（昭和19年）2月に国鉄の車籍に編入されてシキ110形となった。
どちらの車両もシキ40形に似た設計で、全長は12,300 mm（車体長11,500mm）、低床部長さは4,800 mm、低床部のレール面上高さは645 mmであった。台車はアーチバー式の2軸ボギー台車TR20を2基装備し、空気ブレーキはKD180形であった。
国有化時に、シキ200はシキ110、シキ300はシキ111となった。これにより、実際の製造年次とは逆順の番号を付けられることになった。東京芝浦製作所（東芝）所有の私有貨車で、常備駅は新芝浦駅であった。
シキ111は1946年（昭和21年）6月に、シキ110は1982年（昭和57年）12月24日にそれぞれ廃車となった。